# Primera División de Costa Rica 2004/05
Die Saison 2004/05 war die 86. Auflage der Primera División de Costa Rica, der höchsten costa-ricanischen Fußballliga. Die Meisterschaft wurde im Apertura-Clausura-Modus gespielt. Alajuela gewann den 24. Meistertitel in der Vereinsgeschichte.

## Austragungsmodus
Die Saison 2004/05 wurde im Apertura-Clausura-System gespielt. Am Ende der Saison trafen der Apertura- und der Clausuragewinner aufeinander, um den Meister auszuspielen. Außerdem wurde eine Gesamttabelle erstellt, um den Absteiger zu ermitteln.
Apertura und Clausura wurden im folgenden Modus gespielt:
- Die zwölf teilnehmenden Vereine wurden in zwei Gruppen A und B aufgeteilt.
- Innerhalb jeder Gruppe trafen die Vereine einmal zuhause und einmal auswärts aufeinander, gegen die Vereine der anderen Gruppe gab es jeweils ein Spiel. Insgesamt ergaben sich so 16 Spiele pro Team.
- Pro Gruppe qualifizierten sich die besten zwei Mannschaften für die Playoffs, in denen - beginnend mit dem Halbfinale - der Meister ausgespielt wurde.

## Bemerkungen
- Puntarenas FC kaufte vor der Saison das Franchise von AD Santa Bárbara und nahm somit am Spielbetrieb teil.
- Brujas FC kaufte vor der Saison das Franchise von AD Guanacasteca und nahm somit am Spielbetrieb teil.

## Endstand

### Apertura

#### Gruppe A
| Pl.             | Verein               | Sp. | S  | U | N  | Tore  | Diff. | Punkte |
| --------------- | -------------------- | --- | -- | - | -- | ----- | ----- | ------ |
| 01              | CS Herediano         | 16  | 11 | 4 | 1  | 33:12 | 21    | 37     |
| 02              | LD Alajuelense       | 16  | 11 | 3 | 2  | 40:16 | 24    | 36     |
| 03              | AD Carmelita         | 16  | 5  | 5 | 6  | 18:30 | −12   | 20     |
| 04              | AD Ramonense         | 16  | 4  | 3 | 9  | 16:27 | −11   | 15     |
| 05              | Puntarenas FC (F)    | 16  | 3  | 3 | 10 | 20:35 | −15   | 12     |
| 06              | AD Municipal Liberia | 16  | 2  | 6 | 8  | 18:33 | −15   | 12     |
| Stand: Endstand |                      |     |    |   |    |       |       |        |

#### Gruppe B
| Pl.             | Verein                     | Sp. | S | U | N  | Tore  | Diff. | Punkte |
| --------------- | -------------------------- | --- | - | - | -- | ----- | ----- | ------ |
| 01              | CD Saprissa (M)            | 16  | 9 | 3 | 4  | 24:16 | 8     | 30     |
| 02              | AD Municipal Pérez Zeledón | 16  | 8 | 5 | 3  | 28:20 | 8     | 29     |
| 03              | CS Cartaginés              | 16  | 7 | 2 | 7  | 27:17 | 10    | 23     |
| 04              | Brujas FC (F)              | 16  | 6 | 3 | 7  | 20:19 | 1     | 21     |
| 05              | AD Santos de Guápiles      | 16  | 5 | 6 | 5  | 18:24 | −6    | 21     |
| 06              | AD Belén (N)               | 16  | 2 | 3 | 11 | 16:29 | −13   | 9      |
| Stand: Endstand |                            |     |   |   |    |       |       |        |

#### Halbfinale
| Gruppenzweiter             | Gesamt          | Gruppenerster | Hinspiel | Rückspiel |
| -------------------------- | --------------- | ------------- | -------- | --------- |
| AD Municipal Pérez Zeledón | 1:3             | CS Herediano  | 0:1      | 3:0       |
| LD Alajuelense             | 2:2 (3:4 i. E.) | CD Saprissa   | 1:1      | 1:1 n. V. |

#### Finale
| Halbfinalsieger 1          | Gesamt | Halbfinalsieger 2 | Hinspiel | Rückspiel |
| -------------------------- | ------ | ----------------- | -------- | --------- |
| AD Municipal Pérez Zeledón | 1:0    | CD Saprissa       | 0:0      | 1:0       |

### Clausura

#### Gruppe A
| Pl.             | Verein               | Sp. | S | U | N | Tore  | Diff. | Punkte |
| --------------- | -------------------- | --- | - | - | - | ----- | ----- | ------ |
| 01              | CD Saprissa (M)      | 16  | 7 | 7 | 2 | 21:10 | 11    | 28     |
| 02              | CS Herediano         | 16  | 8 | 4 | 4 | 21:12 | 9     | 28     |
| 03              | AD Carmelita         | 16  | 8 | 2 | 6 | 27:21 | 6     | 26     |
| 04              | Puntarenas FC (F)    | 16  | 6 | 5 | 5 | 31:24 | 7     | 23     |
| 05              | AD Municipal Liberia | 16  | 4 | 3 | 9 | 17:26 | −9    | 15     |
| 06              | AD Ramonense         | 16  | 4 | 3 | 9 | 17:27 | −10   | 15     |
| Stand: Endstand |                      |     |   |   |   |       |       |        |

#### Gruppe B
| Pl.             | Verein                     | Sp. | S | U | N | Tore  | Diff. | Punkte |
| --------------- | -------------------------- | --- | - | - | - | ----- | ----- | ------ |
| 01              | LD Alajuelense             | 16  | 7 | 6 | 3 | 30:21 | 9     | 27     |
| 02              | CS Cartaginés              | 16  | 5 | 9 | 2 | 22:19 | 3     | 24     |
| 03              | Brujas FC (F)              | 16  | 6 | 4 | 6 | 25:28 | −3    | 22     |
| 04              | AD Municipal Pérez Zeledón | 16  | 4 | 6 | 6 | 17:25 | −8    | 18     |
| 05              | AD Belén (N)               | 16  | 3 | 7 | 6 | 19:26 | −7    | 16     |
| 06              | AD Santos de Guápiles      | 16  | 3 | 6 | 7 | 16:24 | −8    | 15     |
| Stand: Endstand |                            |     |   |   |   |       |       |        |

#### Halbfinale
| Gruppenzweiter | Gesamt | Gruppenerster  | Hinspiel | Rückspiel |
| -------------- | ------ | -------------- | -------- | --------- |
| CS Cartaginés  | 1:2    | CD Saprissa    | 0:0      | 1:2       |
| CS Herediano   | 1:2    | LD Alajuelense | 1:1      | 0:1       |

#### Finale
| Halbfinalsieger 1 | Gesamt | Halbfinalsieger 2 | Hinspiel | Rückspiel |
| ----------------- | ------ | ----------------- | -------- | --------- |
| LD Alajuelense    | 3:2    | CD Saprissa       | 1:0      | 2:2       |

### Meisterschaftsfinale
| Sieger Apertura            | Gesamt | Sieger Clausura | Hinspiel | Rückspiel |
| -------------------------- | ------ | --------------- | -------- | --------- |
| AD Municipal Pérez Zeledón | 1:4    | LD Alajuelense  | 1:3      | 0:1       |

### Gesamttabelle
| Pl.             | Verein                     | Sp. | S  | U  | N  | Tore  | Diff. | Punkte |
| --------------- | -------------------------- | --- | -- | -- | -- | ----- | ----- | ------ |
| 01              | CS Herediano               | 32  | 19 | 8  | 5  | 54:24 | 30    | 65     |
| 02              | LD Alajuelense             | 32  | 18 | 9  | 5  | 70:37 | 33    | 63     |
| 03              | CD Saprissa (M)            | 32  | 16 | 10 | 6  | 45:26 | 19    | 58     |
| 04              | CS Cartaginés              | 32  | 12 | 11 | 9  | 49:36 | 13    | 47     |
| 05              | AD Municipal Pérez Zeledón | 32  | 12 | 11 | 9  | 45:45 | 0     | 47     |
| 06              | AD Carmelita               | 32  | 13 | 7  | 12 | 45:51 | −6    | 46     |
| 07              | Brujas FC (F)              | 32  | 12 | 7  | 13 | 45:47 | −2    | 43     |
| 08              | AD Santos de Guápiles      | 32  | 8  | 12 | 12 | 34:48 | −14   | 36     |
| 09              | Puntarenas FC (F)          | 32  | 9  | 8  | 15 | 51:59 | −8    | 35     |
| 10              | AD Ramonense               | 32  | 8  | 6  | 18 | 33:54 | −21   | 30     |
| 11              | AD Municipal Liberia       | 32  | 6  | 9  | 17 | 35:59 | −24   | 27     |
| 12              | AD Belén (N)               | 32  | 5  | 10 | 17 | 35:55 | −20   | 25     |
| Stand: Endstand |                            |     |    |    |    |       |       |        |